# San Telmo (Jerez de la Frontera)
San Telmo es un barrio del distrito centro perteneciente a la ciudad de Jerez de la Frontera, Andalucía (España). Comprende parte de la zona denominada antiguamente como Playas de San Telmo debido a las playas localizadas en la zona sur de la ciudad. En él se emplazaba el antiguo Balneario de San Telmo y se llegó a plantear la construcción de un puerto fluvial que uniera las ciudades de Cádiz y Jerez, el Puerto de San Telmo. El barrio cuenta con una población de 1.181 habitantes.

## Lugares de Interés
- Antiguo Balneario de San Telmo
- Ermita de San Telmo